# Celloverse
Celloverse é o 3o álbum de estúdio do duo musical de violoncelistas croatas, 2Cellos.
O álbum foi lançado com o selo Sony Masterworks no dia 9 de Janeiro de 2015, na Austrália, em 21 de Janeiro de 2015 no Japão e em 9 de Fevereiro de 2015 no Reino Unido.

## Faixas
| N.º            | Título                     | Compositor(es)                  | Arranjador(es) | Duração |  |
| 1.             | "The Trooper"              | Steve Harris                    | Šulić, Hauser  | 4:34    |  |
| 2.             | "I Will Wait"              | Marcus Mumford                  | Šulić, Hauser  | 4:07    |  |
| 3.             | "Thunderstruck (Intro)"    | Šulić, Hauser                   | Šulić, Hauser  | 0:32    |  |
| 4.             | "Thunderstruck"            | Angus Young, Malcolm Young      | Šulić, Hauser  | 3:42    |  |
| 5.             | "Hysteria"                 | Muse                            | Šulić, Hauser  | 2:35    |  |
| 6.             | "Shape of My Heart"        | Sting                           | Šulić, Hauser  | 4:36    |  |
| 7.             | "Mombasa"                  | Hans Zimmer                     | Šulić, Hauser  | 3:37    |  |
| 8.             | "Time"                     | Hans Zimmer                     | Šulić, Hauser  | 4:18    |  |
| 9.             | "Wake me up"               | Avicii                          | Šulić, Hauser  | 4:09    |  |
| 10.            | "They Don't Care About Us" | Michael Jackson                 | Šulić, Hauser  | 3:25    |  |
| 11.            | "Live and Let Die"         | Paul McCartney, Linda McCartney | Šulić, Hauser  | 2:59    |  |
| 12.            | "Street Spirit (Fade Out)" | Radiohead                       | Šulić, Hauser  | 4:40    |  |
| 13.            | "Celloverse"               | Šulić, Hauser                   | Šulić, Hauser  | 4:21    |  |
| Duração total: | Duração total:             | Duração total:                  | Duração total: | 47:53   |  |

| Bonus Track - Edição Japonesa |                |                |                |         |  |
| N.º                           | Título         | Compositor(es) | Arranjador     | Duração |  |
| 14.                           | "Satisfaction" |                | Šulić, Hauser  | 2:40    |  |
| Duração total:                | Duração total: | Duração total: | Duração total: | 3:48    |  |

## Desempenho nas Paradas Musicais
| Álbum      | Detalhes                                                                                                 | Desempenho nas Paradas Musicais | Desempenho nas Paradas Musicais | Desempenho nas Paradas Musicais | Desempenho nas Paradas Musicais | Desempenho nas Paradas Musicais | Desempenho nas Paradas Musicais | Desempenho nas Paradas Musicais | Desempenho nas Paradas Musicais | Certificações |
| Álbum      | Detalhes                                                                                                 | Croatia Charts                  | ARIA Charts                     | Ultratop 50 (FL)                | Oricon                          | AMPROFON                        | Swiss Hitparade                 | The Billboard 200               | The Billboard Classical         | Certificações |
| ---------- | --- | ------------------------------- | ------------------------------- | ------------------------------- | ------------------------------- | ------------------------------- | ------------------------------- | ------------------------------- | ------------------------------- | ------------- |
| Celloverse | - Lançamento: 9 de Janeiro de 2015 () - Gravadora: Sony Masterworks - Formatos: CD, digital download, LP | 1                               | 24                              | —                               | —                               | —                               | —                               | 167                             | 1                               |               |